# Ragazzo d'oro
Ragazzo d'oro è il quinto album in studio del cantante italiano Mauro Nardi, pubblicato nel 1983.

## Tracce
1. Terza elementare
2. Fragole e margherite
3. Ricordo 'e te
4. Luglio
5. Baci
6. Me pienze
7. Buone vacanze
8. Pecchè t'aggia 'ncuntrata
9. Ragazzo d'oro
10. Rimpianto